# نادي المدينة (ليبيا)
نادي المدينة هو أحد الأندية الرياضية الثقافية الاجتماعية العريقة في ليبيا، تأسس في 1953/10/29، في قلب مدينة طرابلس أو مايعرف بالمدينة القديمة، وكان اشتهر في البداية باسم نادي المدينة القديمة، حتى صدر قرار إعادة إشهار الأندية بعد دمج أندية أخرى معه ليكون اسمه الحالي (نادي المدينة الرياضي الثقافي الاجتماعي)، فريقه الأول لكرة القدم يلقب بـ (عميد الدوري الليبي) وذلك لأنه الفريق الوحيد الذي منذ صعوده الدرجة الأولى بعد 4 سنوات من تأسيسه لم يهبط أبداً للدرجة الأدنى وشارك في جميع بطولات الدولة الرسمية سواء تلك التي نظمت على مستوى المحافظات أو التي نظمت على مستوى الدولة من قبل الاتحاد العام الليبي لكرة القدم، وبالتالي فقد استحق لقب (عميد الدوري الليبي)، ولذلك فهو يعتبر من بين أشهر 5 أندية رياضية في ليبيا وهو أحد أكبر 3 نوادي في مدينة طرابلس صحبة الأهلي طرابلس والاتحاد وله جمهور عريض في مدينة طرابلس بالذات كما أن له جماهير وأحباء في أغلب مدن الجماهيرية وخاصة في مدن زوارة والخمس وبنغازي وغريان والعجيلات ومصراتة وغيرهم.
لعل أهم اللاعبين الذين لعبوا للمدينة هم نوري السري وهو أسطورة هدافي الكرة الليبية وصاحب أكبر عدد أهداف في الدوري الليبي بعد أن حقق رقماً قياسياً وهو لقب الهداف أربع مرات 3 منها متتالية، ومن أشهر اللاعبين من الرعيل الأول عمر أبورقيقة وفتحي كازاتو ومختار دورار وغيرهم الكثير الكثير وبعدهم في السبيعينات مصطفى بلحاج وناصر بلحاج وعبد الرزاق أبوذيب ونوري هنكة والمدافع الشهير بهدفه في الأهلي المصري عبد الوهاب الشبل والمدافع الأنيق مسعود الرابطي وحسن النيجري والسوكني والقاضي والرايس وبديدة وقشوط، وفي الجيل الذي تلاه اشتهر عبد الله الخضار ومحمد إسماعيل المعروف باسم <<الكيكس >> وعبد الحفيظ اربيش وصالح العكرمي وجمال الوخي ونورالدين سويسي وناجي امقيدش وعبد المنعم حداديه وعادل الهادي الملقب بالزعبور وعبد الباسط محمود الذي سجل هدف شبيه بهدف فان باسنتن في مرمى الاتحاد السوفيتي، وبالإضافة إلى أول محترف ليبي في بطولات أبطال أوروبا اللاعب أبوبكر كريمة ويبقى نادي المدينة من أقرب الأندية إلى ميدان الشهداء بطرابلس فهو موجود في قلب العاصمة الليبية ومقره الحالي شارع عمر المختار ومقره السابق نادي باب البحر بالمدينة القديمة طرابلس.

## قصة التأسيس
مع بدايات خمسينيات القرن الماضي ظهرت فكرة تأسيس نادي المدينة عن طريق مجموعة من شباب المدينة القديمة بطرابلس أمثال / الشيخ مصطفى بن موسى، مختار ومحمد دورار، وميلاد المسلاتي، وعبد الله حدود، ومحمد الباشا، ومصطفى الشلي ومحمد العائب.. وبعد الاتصال بالعديد من الجهات تم إشهار النادي يوم الخميس الموافق 1953/ 10 /29ف واختير / محمود الفزاني أول رئيس لنادي المدينة، ولينطلق هذا النادي العريق مؤدياً دوره المنوط به كنادي رياضي ثقافي اجتماعي وأتخذ من اللونين الأبيض والأسود شعاراً لغلالاته، وكان أول مقر للنادي عبارة عن مكتب صغير جداً (بكوشة الصفار) ثم انتقل إلى مقره الذي عرف ازدهار عصر المدينة في باب البحر بالمدينة القديمة بطرابلس، ويلي ذلك انتقل إلى مقره الحالي بعمر المختار، وشارك فريق كرة القدم في بطولة طرابلس للدرجة الثانية بموسم 54/53، ولعب أول مباراة له أمام فريق الكشاف في شهر الكانون عام 1953ف وفاز بنتيجتها (1- صفر) ،، ولعب الفريق في دوري الدرجة الأولى بموسم 58/57 ف..

## إنجازاته
- - تحصل المدينة على بطولة طرابلس للدرجة الثانية بموسم 57/56 ف..
  - وحقق بطولة طرابلس للدرجة الأولى مواسم 59-1960 و 60-1961 وكان أول فريق ينتزع هذه البطولة من نادي اتحاد طرابلس الذي كان مسيطراً عليها وافتكها منه لعامين متتاليين.
  - وفي البطولة الليبية التي نظمت على مستوى ليبيا كان فريق المدينة قد حقق أول بطولة فيها الموسم 75-1976 ويليها في العام 1977 حقق أول لقب للكأس له، ومن ثم عاد وحقق البطولة في الموسمين 82-1983 و 2000-2001
  - ثم حقق كأس السوبر (الكأس الممتازة) في العام 2001 بعد فوزه على الأهلي
  - وآخر إنجازات النادي في كرة القدم كانت في موسم 2009-2010 بالفوز بكأس الاتحاد الليبي لكرة القدم
  - وبهذا ليكون هو اتحاد طرابلس الفريقان الليبيان الوحيدان اللذان حققا جميع الألقاب والبطولات التي نظمها الاتحاد العام لكرة القدم الليبي
  - كان المدينة وصيفاً لبطل الدوري مرتين في موسم 86-1987 وفي موسم 89-1990
  - كان وصيفاً لبطل الكأس مرتين في عام 2006 وعام 2010

مختصر الألقاب:
- الدوري الليبي الممتاز
  - أعوام: 1976, 1983, 2001
- كأس ليبيا
  - عام: 1977 بالفوز على الهلال في ملعب درنة 1-0
  - وبإحرازه ثاني ترتيب الدوري في بطولات 1987,1990 والتي صدر فيها قرار من الاتحاد العام لكرة القدم باعتبار صاحب الترتيب الثاني بطلاً للكأس (لم تنظم مسابقة كأس وقتها)
  - كاس السوبر الليبيه مرة واحدة عام (2001) أمام الأهلى الزعيم بالفوز عليه 2-1 في ملعب النهر الصناعي
  - كاس الانتفاضة الفلسطنيية عام 1987م والفوز بمجسم للقدس الشريف والفوز على أهلي ب

هده المسابقة اقيمت بديل عن كأس ليبيا في ذلك العام.
- الموقع الإلكتروني:
الموقع حاليا مغلق